# Telnice (Moravia meridionale)
Telnice (in tedesco Telnitz) è un comune della Repubblica Ceca facente parte del distretto di Brno-venkov, in Moravia Meridionale.